# Репьев, Александр Павлович
Алекса́ндр Па́влович Ре́пьев (род. 23 января 1943) — российский рекламист, старейший по профессиональному опыту российский рекламист, начал работу в рекламе в 1966 году.
Президент Mekka Consulting. Член Американской маркетинговой ассоциации. Преподаватель Российского университета дружбы народов, занимает профессорскую должность в Международном институте рекламы. Увлекается конным спортом, владелец сайта horses.ru. Основатель «Школы А. Репьева: реклама и маркетинг».

## Биография
В 1961 году поступил в Московский инженерно-физический институт (МИФИ), до этого пройдя обучение в Ленинградском нахимовском училище (где получил квалификацию военно-морского переводчика).
В 1966 году, будучи студентом, попал в группу копирайтеров «Внешторгрекламы», где занимался изготовлением англоязычной рекламы для советских внешнеторговых объединений.
С 1975 года работал в Австрии, затем в США.
С 1980-х годов периодически вёл семинары, курсы, читал лекции в бизнес-школах, выступал на конференциях в России и за её пределами, писал статьи на русском и английском языках.
В 1989 году стал директором по маркетингу фирмы Xerox; является автором рекламного слогана «Мы научили мир копировать».
В 1995 году, уйдя с поста вице-президента техасской фирмы Barron Micro, открыл в Москве рекламно-маркетинговое агентство Mekka Advertising.
В 2003 году агентство преобразовано в консалтинговое агентство (маркетинг и реклама) Mekka Consulting.
Работал на разных должностях в следующих предприятиях: General Electric, Xerox, Bull, Microsoft, Computer Associates, Canon, Minolta, Cisco Systems, DEC, Mother Tongue, «Русский Стандарт», футбольный клуб «Спартак-Москва», «Русский текстиль», «Менатеп», «Красбанк», «Оптима», «Новая Опера», «Ростсельмаш», «Протек».

## Профессиональные принципы
Репьев является одним из наиболее жёстких сторонников аналитического подхода к рекламе в противовес креативному подходу. Категорический противник рекламных фестивалей, конкурсов и тому подобных мероприятий. Считает, что реклама должна продавать товар, а не зарабатывать призы. Также резко высказывается против засилья, по его мнению, в рекламе представителей смежных профессий — психологов, лингвистов, дизайнеров и т. п. Также является сторонником качественных маркетинговых исследований, в противовес количественным.

## Критика и отзывы
В связи с резкостью и категоричностью его оценок Репьев имеет противоречивую репутацию в профессиональном сообществе.

Это лучшее из того, что я когда-либо читал о рекламе. Масса убийственных для дилетантов от рекламы аргументов и примеров, стройность и продуманность всей книги и каждой её строчки, прекрасный язык. Каждый, кто создает или оценивает рекламу, должен внимательно изучить этот текст. Он того стоит!
— И. Я. Рожков, д. э. н., профессор МГИМО МИД РФ, член Рекламного совета России — о рукописи книги «Рекламодателю о рекламе»

Не убедительно выглядит рассуждения о науке и псевдомаркетинге. Схоластика, казуистика, буквоедство и пр. нападки на образование и программы.
— рецензия на книгу «Маркетинговое мышление или клиентомания» на сайте Центра маркетинга и рекламы РГГУ
Книги и статьи Репьева представлены и массово обсуждаются на профессиональных сайтах и в сообществах.

## Книги
- Репьев А. П. Рекламодателю о рекламе. — М.: Изд-во Междунар. ин-та рекламы, 2001. — 240 с. (Библиотека "Мир рекламы" / Intern. advertising assoc.) ISBN 5-94100-008-1
- Репьев А. П. Мудрый рекламодатель. — 5-е издание. — М.: Эксмо, 2008. — 368 с. — ISBN 9785699251681.. Первое издание книги вышло в 2001 году и называлось «Рекламодателю о рекламе», ISBN 5-94100-008-1. Также эта книга переведена на болгарский язык.
- Репьев А. П. Маркетинговое мышление, или Клиентомания: что отличает маркетолога от маркетингового робота?. — М.: Эксмо-пресс, 2006. — 384 с. — (Профессиональные издания для бизнеса). — ISBN 5699109749. (перевод на английский язык — Alexander Repiev. Marketing Thinking or Clientomania: What distinguishes a real marketer from a marketing robot. — BookSurge Publishing, 2007. — 342 с. — ISBN 9781419659980.)
- Репьев А. П. Маркетинговое мышление. — 2-е изд., перераб. — М.: Библос, 2015. — 510 с. — Ил. 107 Табл. 1. ISBN 978-5-905641-09-1.
- Репьев А. П. Как продавать продукты трудного выбора. — М.: Библос, 2015. — 207 с. — Ил. 29. ISBN 978-5-905641-15-2.

## Переводы на русский
- Хопкинс К.[англ.]. Научная реклама = Scientific Advertising / Пер. с англ. А. П. Репьев. — Эксмо, 2007. — 128 p. — (Академия рекламы). — 3000 экз. — ISBN 5-699-15765-4.
- Хопкинс К.[англ.]. Моя жизнь в рекламе = My Life in Advertising / Пер. с англ. А. П. Репьев. — М.: Эксмо, 2006. — 224 p. — (Академия рекламы). — 3000 экз. — ISBN 5-699-18016-8.